# Luftstrecke

Darstellung einer Luft- und Kriechstrecke

Als Luftstrecke wird für elektrotechnische Betriebsmittel die kürzeste Verbindung zweier Potentiale bezeichnet. Zusammen mit der Kriechstrecke werden so fachsprachlich Mindestabstände für die Auslegung der Isolationseigenschaften elektrischer Betriebsmittel definiert. Diese werden in der Normreihe DIN VDE 0110 Isolationskoordination in Niederspannungsbetriebsmitteln verbindlich ausgeführt und ihre Einhaltung daher insbesondere für entsprechende Produkte zur Erfüllung von CE-Konformität gefordert.
Neben der Betrachtung unterschiedlicher Durchschlagfestigkeit von Luft selbst durch Luftdruck und damit insbesondere den Betrieb in großer Höhe wird als Verschmutzungsgrad die Verschmutzung von Elektroden sowie gegebenenfalls eine durch diese hervorgerufene Feldinhomogenität des Elektrischen Feldes betrachtet. Die für die Auslegung der Luftstrecke relevante Spannung ist dabei eine mit zahlreichen Sicherheitsfaktoren bemessene Betriebsspannung. So wird für Betriebsmittel der Niederspannung beispielsweise nicht 230 V angenommen, sondern eine Spannung gemäß der anzuwendenden Überspannungskategorie und damit der Bemessungsstoßspannung. Darüber hinaus folgt aus der Schutzklasse des Betriebsmittels eine weitere Erhöhung, wenn keine funktionale Isolierung, sondern eine Schutzisolierung ausgelegt wird.
Damit handelt es sich bei Luftstrecke zusammengefasst um eine normative Mindestanforderung, die von der bestimmungsgemäßen Verwendung maßgeblich abhängt.

## Normen
- DIN EN IEC 60664-1 VDE 0110-1:2022-07 Isolationskoordination für Betriebsmittel in Niederspannungs-Stromversorgungssystemen – Teil 1: Grundsätze, Anforderungen und Prüfungen  – (IEC 60664-1:2020); Deutsche Fassung EN IEC 60664-1:2020